# Paul Dudley White
Paul Dudley White (ur. 6 czerwca 1886 w Roxbury, zm. 31 października 1973) – amerykański kardiolog.
Założyciel American Heart Association. Opiekował się prezydentem Dwightem Eisenhowerem po przebytym zawale serca. Razem Johnem Parkinsonem i Louisem Wolffem odkrył patomechanizm jednego z zaburzeń przewodnictwa w sercu, nazwanego na ich cześć zespołem Wolffa-Parkinsona-White’a.
Jego podobizna widnieje na 3-centowym znaczku z 1986.